# Hoofddorp (stacja kolejowa)
Hoofddorp – stacja kolejowa w Hoofddorp, w prowincji Holandia Północna, w Holandii.
| Hoofddorp               |  |                                                       |
| Linia                   |  |                                                       |
| Schipholodległość: 4 km |  | Nieuw-Vennep/(HSL):Rotterdam Centraal odległość: 5 km |